# Tricentrus distinctus
Tricentrus distinctus är en insektsart som beskrevs av Thirumalai och Ananthasubramanian 1985. Tricentrus distinctus ingår i släktet Tricentrus och familjen hornstritar. Inga underarter finns listade i Catalogue of Life.